# Armada de 1779
Guerre Franco-anglaise
Batailles
L'Armada de 1779 fut une entreprise d'invasion de la Grande-Bretagne par des navires français et espagnols en 1779, lors de la guerre franco-anglaise issue de la guerre d'indépendance des États-Unis. L'objectif de cette invasion était la prise d'abord de l'île de Wight puis de la ville de Portsmouth en Angleterre. Cette invasion forcerait les Britanniques à divertir leurs ressources à la défense de leur propre territoire, loin des théâtres militaires d'outre-mer. Finalement, aucune bataille n'a eu lieu dans la Manche.

## Articles détaillés
- Histoire de la marine française sous Louis XV et Louis XVI#Fiasco franco-espagnol dans la Manche (1779)
- Espagne dans la guerre d'indépendance des États-Unis#Tentative d'expédition en Angleterre (juillet - septembre 1779)